# Беллами, Ральф
Ральф Беллами (англ. Ralph Bellamy; 17 июня 1904, Чикаго — 29 ноября 1991, Санта-Моника) — американский актёр.

## Биография
Актёр театра, экрана, радио и телевидения. На его счету больше 100 ролей. Часто снимался в главных ролях. Большой успех имел в ролях второго плана.

## Избранная фильмография
| Год       |    | Русское название                     | Оригинальное название              | Роль                               |
| --------- | -- | ------------------------------------ | ---------------------------------- | ---------------------------------- |
| 1932      | ф  | Недозволенное                        | Forbidden                          | Холланд                            |
| 1933      | ф  | Охотник за фотографиями              | Picture Snatcher                   | Эл Маклин                          |
| 1938      | ф  | Ужасная правда                       | The Awful Truth                    | Дэниел Лисон                       |
| 1939      | ф  | Тупик                                | Blind Alley                        | доктор Шелби                       |
| 1940      | ф  | Его девушка Пятница                  | His Girl Friday                    | Брюс Болдуин                       |
| 1940      | ф  | Эллери Куин, мастерский детектив     | Ellery Queen, Master Detective     | Эллери Куин                        |
| 1941      | ф  | Шаги в темноте                       | Footsteps in the Dark              | доктор Дейвис                      |
| 1941      | ф  | Почтительнейше ваш                   | Affectionately Yours               | Оуэн Райт                          |
| 1941      | ф  | Пикирующий бомбардировщик            | Dive Bomber                        | Лэнс Роджерс                       |
| 1941      | ф  | Человек-волк                         | The Wolf Man                       | полковник Пол Монтфорд             |
| 1941      | ф  | Эллери Куин и идеальное преступление | Ellery Queen and the Perfect Crime | Эллери Куин                        |
| 1942      | ф  | Призрак Франкенштейна                | The Ghost of Frankenstein          | Эрик Эрнст                         |
| 1943      | ф  | Солдатский клуб                      | Stage Door Canteen                 | в роли самого себя                 |
| 1944      | ф  | Гостья в доме                        | Guest in the House                 | Дуглас Проктор                     |
| 1954—1957 | с  | Час «Юнайтед Стейтс Стил»            | The United States Steel Hour       | Дэвид Дафри / Уолт                 |
| 1960      | ф  | Восход солнца в Кампобелло           | Sunrise at Campobello              | Франклин Делано Рузвельт           |
| 1966      | ф  | Профессионалы                        | The Professionals                  | Джо Грант                          |
| 1966—1968 | с  | ФБР                                  | The F.B.I.                         | Марк Драйден / капитан Дженнерсон  |
| 1967      | с  | Дымок из ствола                      | Gunsmoke                           | шериф Дэн Бассетт                  |
| 1968      | ф  | Ребёнок Розмари                      | Rosemary’s Baby                    | доктор Сапирстайн                  |
| 1974      | тф | Ракеты Октября                       | The Missiles of October            | Эдлай Стивенсон                    |
| 1976      | тф | Под колпаком                         | The Boy in the Plastic Bubble      | доктор Эрнест Гантер               |
| 1981—1984 | с  | Лодка любви                          | The Love Boat                      | Харольд Флеминг / Арнольд Хэмилтон |
| 1983—1968 | с  | Ветры войны                          | The Winds of War                   | Франклин Делано Рузвельт           |
| 1983      | ф  | Поменяться местами                   | Trading Places                     | Рендольф Дюк                       |
| 1985—1986 | с  | Отель                                | Hotel                              | Джейк Кэбот                        |
| 1987      | ф  | Санитары-хулиганы                    | Disorderlies                       | Альберт Деннисон                   |
| 1987      | ф  | Амазонки на Луне                     | Amazon Women on the Moon           | мистер Гауэр                       |
| 1987      | с  | Мэтлок                               | Matlock                            | сенатор Ламберт Кроуфорд           |
| 1988      | с  | Закон Лос-Анджелеса                  | L.A. Law                           | Огаст Реддинг                      |
| 1988      | ф  | Поездка в Америку                    | Coming to America                  | Рэндольф Дюк                       |
| 1990      | ф  | Красотка                             | Pretty Woman                       | Джеймс Морс                        |

## Награды и номинации
| Награда | Год  | Категория                                                       | Название работы           | Результат |
| ------- | ---- | --------------------------------------------------------------- | ------------------------- | --------- |
| Оскар   | 1938 | Лучшая мужская роль второго плана                               | Ужасная правда            | Номинация |
| Оскар   | 1987 | Выдающиеся заслуги в кинематографе                              | н/д                       | Победа    |
| Эмми    | 1956 | Лучшая мужская роль в мини-сериале или телефильме               | Час «Юнайтед Стейтс Стил» | Номинация |
| Эмми    | 1975 | Лучшая мужская роль второго плана в мини-сериале или телефильме | Ракеты октября            | Номинация |
| Эмми    | 1983 | Лучшая мужская роль второго плана в мини-сериале или телефильме | Ветры войны               | Номинация |
| Тони    | 1958 | Лучшая мужская роль в пьесе                                     | Рассвет на Кампобелло     | Победа    |